# Presidente Vargas (kommun i Brasilien)
Presidente Vargas är en kommun i Brasilien.   Den ligger i delstaten Maranhão, i den nordöstra delen av landet, 1 400 km norr om huvudstaden Brasília. Antalet invånare är 10 729.
I omgivningarna runt Presidente Vargas växer huvudsakligen savannskog. Runt Presidente Vargas är det glesbefolkat, med 14 invånare per kvadratkilometer.